# Pelidisi-Formel
Der von dem österreichischen Arzt Clemens von Pirquet erdachten Pelidisi-Formel bediente man sich in der Zeit nach dem Ersten Weltkrieg an der Wiener Universitäts-Kinderklinik zur Ermittlung jener Kinder, deren Zustand an Unterernährung eine größere Zuteilung an Nahrungsmitteln erforderlich machte.

## Geschichtlicher Zusammenhang
Der Waffenstillstand nach dem Ersten Weltkrieg brachte kein europäisches Land in eine ähnlich dramatische Zwangslage wie die neu entstandene Republik Österreich, die nur noch knapp 15 Prozent des Gebietes von Österreich-Ungarn umfasste. Schon 1918 gab es pro Kopf und Jahr nicht mehr als 40 Kilogramm Getreide gegenüber dem Normalzustand von 150 kg. Bei jungen Menschen war in vielen Fällen die körperliche Entwicklung praktisch zum Stillstand gekommen, Kinder zwischen zwölf und vierzehn Jahren entsprachen normal entwickelten Acht- oder Zehnjährigen. Nach Schätzungen waren 80 bis 85 Prozent der bis drei Jahre alten Kinder aus Mittel- und Arbeiterschicht-Familien mehr oder weniger von Rachitis betroffen, viele hatten Tuberkulose wegen der fortdauernden Unterernährung. Anders als das Deutsche Reich hatte Österreich keine Goldreserven zur Bezahlung von Lebensmittellieferungen und zudem ein nicht unproblematisches Verhältnis zu den mit neuer Unabhängigkeit versehenen Nachbarn. Herbert Hoover schaffte es zwar bald, mit der American Relief Administration (ARA, Verwaltung des Amerikanischen Hilfswerks) einen Außenhandel wieder in Gang zu setzen, doch bescheinigte eine Untersuchung noch im April 1920 für 78 Prozent aller Kinder unter 15 Jahren Unterernährung, speziell in Wien waren es 96 Prozent. Insgesamt 32 Prozent dieser Kinder konnten Mahlzeiten von amerikanischen Hilfsorganisationen bekommen, es galt, die bedürftigsten zu erkennen.

## Extrem einfache Methode
Die Auswahlmethode wurde in wissenschaftlicher Weise entwickelt und stützte sich darauf, dass bei den Zahlenwerten für normale Erwachsene die dritte Potenz der Körpersitzhöhe (bzw. der Stammlänge, dem Maß von der Sitzfläche bis zum höchsten Punkt des Kopfes) dem 10-fachen Körpergewicht in Gramm entspricht. Die Rechnung sieht so aus: Dividiere das mit zehn multiplizierte Körpergewicht in Gramm durch die dritte Potenz der in Zentimetern gemessenen Körpersitzhöhe. Damit würde ein Erwachsener, der 72,9 Kilogramm wiegt (oder 72900 Gramm), mit einer Körpersitzhöhe von 90 cm auf einen normalen Pelidisi-Wert von 100 kommen, der sich so berechnet:
(72900 [g] · 10) : 90³ = 729000 : 729000 = 1 (entspricht 100 Pelidisi)
Da Kinder einen geringeren Körperfettanteil haben, beträgt bei ihnen der normale Pelidisi-Wert 94,5. Zur Notzeit in Österreich wurden Kinder mit einem Pelidisi von 94 als unterernährt angesehen, denjenigen mit 93 oder weniger wurde sofort Nahrung gegeben. Diese Methode schloss eine persönliche Meinung und örtliche Einflüsse aus und brachte ein befriedigendes Ergebnis. Die Untersuchungen wurden häufig wiederholt und alle Kinder, bei denen sich eine ausreichende Verbesserung zeigte, mussten denjenigen Platz machen, deren Bedarf an Nahrung größer war. Die anschließend ausgegebene Nahrungsmittelmenge wurde in einer nach der NEM-Methode (Nahrungs-Einheit-Milch) berechneten Größe festgelegt.
Nur am Anfang und in städtischen Einrichtungen verwendete die ARA das Pelidisi-System auch während der russischen Hungersnot von 1921. Angesichts mehrerer zehn Millionen hungernder Menschen musste der Grenzwert, unter dem Kinder gefüttert wurden, auf 92 herabgesetzt werden. Hatte die Methode in Mitteleuropa noch vernünftig funktioniert, beklagten die Helfer nun eine Ungenauigkeit bei der Hälfte der Fälle. Außerdem empfand man selbst für die geschäftsmäßige ARA die Methode als zu unpersönlich beim Umgang mit hungernden Kindern.

## Nachweise
- Frank M. Surface / Raymond L. Bland: American Food in the World War and Reconstruction Period. Operations of the Organizations Under the Direction of Herbert Hoover 1914 to 1924, Stanford University Press, Stanford 1931, S. 158 (Volltext)
- Herbert Hoover: Memoiren (Bd. 1). Jahre der Abenteuer 1874–1920, Matthias-Grünewald-Verlag, Mainz 1951, S. 353
- Bertrand M. Patenaude: The Big Show in Bololand. The American Relief Expedition to Soviet Russia in the Famine of 1921, Stanford University Press, Stanford 2002, S. 87